# Polypedilum lichuanensis
Polypedilum lichuanensis är en tvåvingeart som beskrevs av Wang 1994. Polypedilum lichuanensis ingår i släktet Polypedilum och familjen fjädermyggor.
Artens utbredningsområde är Hubei (Kina). Inga underarter finns listade i Catalogue of Life.